# Голгочанська сільська рада
Голго́чанська сільська́ ра́да — адміністративно-територіальна одиниця та орган місцевого самоврядування в Підгаєцькому районі Тернопільської області. Адміністративний центр — село Голгоча.

## Загальні відомості
- Територія ради: 42,535 км²
- Населення ради: 2 392 особи (станом на 2001 рік)
- Територією ради протікає річка Коропець

## Населені пункти
Сільській раді були підпорядковані населені пункти:
- с. Голгоча
- с. Волиця

## Населення
За переписом населення України 2001 року в сільській раді мешкала 2391 особа.

### Мова
Розподіл населення за рідною мовою за даними перепису 2001 року:
| Мова       | Відсоток |
| ---------- | -------- |
| українська | 99,83 %  |
| російська  | 0,13 %   |
| угорська   | 0,04 %   |

## Склад ради
Рада складалася з 18 депутатів та голови.
- Голова ради: Чвиль Ігор Степанович

### Керівний склад попередніх скликань
| Прізвище, ім'я, по батькові | Основні відомості                                                 | Дата обрання | Дата звільнення |
| --------------------------- | ----------------------------------------------------------------- | ------------ | --------------- |
| Мороз Іван Іванович         | Сільський голова, 1955 року народження, безпартійний              | 26.03.2006   | 31.10.2010      |
| Чвиль Ігор Степанович       | Сільський голова, 1968 року народження, освіта вища, безпартійний | 31.10.2010   |                 |

Примітка: таблиця складена за даними сайту Верховної Ради України

### Депутати
За результатами місцевих виборів 2010 року депутатами ради стали:

#### За суб'єктами висування
| Суб'єкт висування | Кількість обраних депутатів | %    |
| ----------------- | --------------------------- | ---- |
| Самовисування     | 17                          | 94,4 |
| Народна партія    | 1                           | 5,6  |

#### За округами
| № округу       | Прізвище, ім'я, по батькові  | Дата визнання обраним | Освіта             | Партійна приналежність | Відомості про обраного депутата                 |
| -------------- | ---------------------------- | --------------------- | ------------------ | ---------------------- | ----------------------------------------------- |
| Народна Партія |                              |                       |                    |                        |                                                 |
| 16             | Ковалик Світлана Миронівна   | 05.11.2010            | вища               | позапартійна           | Підгаєцький ПФУ, заступник Головного бухгалтера |
| Самовисування  |                              |                       |                    |                        |                                                 |
| 1              | Чохрій Іван Богданович       | 05.11.2010            | незакінчена вища   | позапартійний          | студент                                         |
| 2              | Ткачук Леся Василівна        | 05.11.2010            | середня спеціальна | позапартійна           | Підгайці РСЕС, медстатист                       |
| 3              | Цюрпіта Андрій Іванович      | 05.11.2010            | середня            | позапартійний          | студент                                         |
| 4              | Щербій Галина Василівна      | 05.11.2010            | середня спеціальна | позапартійна           | Голгочаська С/Р, секретар                       |
| 5              | Лапчак Олег Миронович        | 05.11.2010            | середня            | позапартійний          | студент                                         |
| 6              | Влізло Василь Васильович     | 05.11.2010            | середня            | позапартійний          |                                                 |
| 7              | Сохацький Іван Ігорович      | 21.05.2012            | середня            | позапартійний          | студент                                         |
| 8              | Гнатишин Юрій Анатолійович   | 05.11.2010            | середня            | позапартійний          | студент                                         |
| 9              | Пильнюк Оксана Григорівна    | 05.11.2010            | вища               | позапартійна           | Голгочаська С/Р, бухгалтер                      |
| 10             | Слободян Володимир Євгенович | 05.11.2010            | середня            | позапартійний          | студент                                         |
| 11             | Ковалик Тарас Григорович     | 29.10.2012            | вища               | позапартійний          | тимчасово не працює                             |
| 12             | Баліцька Ольга Григорівна    | 05.11.2010            | середня спеціальна | позапартійна           | Голгочаська С/Р, завархівом                     |
| 13             | Щербій Василь Ігорович       | 29.10.2012            | середня            | позапартійний          | студент                                         |
| 14             | Шеремета Володимир Петрович  | 05.11.2010            | середня            | позапартійний          | студент                                         |
| 15             | Лапчак Василь Миронович      | 29.10.2012            | середня спеціальна | позапартійний          | тимчасово не працює                             |
| 17             | Гнатиків Ярослав Ярославович | 05.11.2010            | середня            | позапартійний          | підприємець                                     |
| 18             | Ковалик Іван Ігорович        | 05.11.2010            | середня            | позапартійний          | студент                                         |